# Чепалыга, Андрей Леонидович
Андрей Леонидович Чепалыга (род. 28 апреля 1938, Дубоссары, Молдавская АССР) — советский и российский учёный-малаколог, геолог-четвертичник, палеонтолог и палеогеограф. Доктор географических наук, профессор, специалист по водной малакофауне и стратиграфии морских и континентальных отложений, палеогидрологии, палеоэкологии и палеогеографии морских и пресноводных бассейнов.
Известен как автор гипотез позднеплейстоценового «потопа», и нахождения «Ноевого ковчега» в древнем Каспии.

## Биография
Родился 28 апреля 1938 года в посёлке Дубоссары (Молдавская Автономная Советская Социалистическая Республика), в рабочей семье.
В 1960 году с отличием окончил геолого-географический факультет Одесского Государственного Университета.
В 1965 году окончил аспирантуру Геологического института АН СССР.
Защитил диссертацию на степень кандидата геолого-минералогических наук по теме «Антропогеновые пресноводные моллюски юга Русской равнины и их стратиграфическое значение».
Работал на кафедре общей геологии Одесского государственного университета.
Участвовал в экспедициях Аэрогеологии и НИИ Зарубежгеологии.
В 1971—1976 годах работал в Палеонтологическом институте АН СССР.
В 1980 году защитил докторскую диссертацию по теме: «Палеография и палеоэкология бассейнов Чёрного и Каспийского морей (Понто-Каспия) в плиоплейстоцене», в Институте географии АН СССР.
Главный научный сотрудник Лаборатории гидрологии Института географии РАН.
Одновременно, профессор Московского Государственного Областного Университета, директор Научно-образовательного центра по геоэкологии увлажненных территорий и внутренних водоемов.

## Гипотезы «потопа» и «ковчега»
Занимался стратиграфией морских и континентальных отложений, палеогидрологией, палеоэкологией и палеогеографией морских и пресноводных бассейнов, реконструирует историю средиземноморских бассейнов.
С 2003 года пытается выявить историю бассейнов Понто-Каспия в Эпоху экстремальных наводнений: найти свидетельства гидрологического события, которое можно было бы по масштабам, по скорости, по катастрофичности интерпретировать как Всемирный потоп. Согласно его гипотезе 17-14 тысяч лет назад (после последнего ледникового максимума), солоноватое Новоевксинское озеро, которое располагалось на месте современного Чёрного моря, было за непродлжительное время затоплено водой из Каспийского моря и из северных ледниковых водоёмов.
Его гипотезы изложены в публикациях (теория черноморского потопа):
- Чепалыга А. Л. Всемирный потоп как реальное палеогидрологическое событие. Экстремальные гидрологические ситуации. М., Медиа-ПРЕСС, 2010. С. 180—214
- Чепалыга А. Л. Реконструкция событий Всемирного потопа (эпохи экстремальных затоплений) на основе палеогеографических данных и анализа библейских текстов. Изд-во РГО. Труды XIV Съезда РГО. Санкт-Петербург, 12.2010 г.
- Чепалыга А. Л. Эпоха экстремальных затопления (ЭЭЗ) как прототип Всемирного потопа. Понто-Каспийские бассейны и северное измерение // Квартер-2005: Тр, 4 Всерос. Совещ. по изуч. Четвертичного периода. Сыктывкар, 2005. С.447-450.
- Чепалыга А. Л., Пирогов А. Н. События эпохи экстремальных затоплений в долине реки Маныча: сброс каспийских вод через Маныч-Керченский пролив // Квартер-2005: Тр. 4 Всерос. Совещ. по изуч. четвертичного периода. Сыктывкар, 2005. С. 445—447.
- Чепалыга А. Л., Пирогов А. Н., Садчикова Т. А. Сброс каспийских вод хвалынского бассейна по Манычской долине в эпоху экстремальных затоплений (Всемирный потоп) // Проблемы палеонтологии и археологии Юга России и сопредельных территорий. Ростов н/Д, 2005. С. 107—109.
- Chepalyga A. L. Late Glacial Great Flood in the Black Sea and Caspian Sea // Abstracts Geol. Soc. Amer. An. Meeting. Seattle, 2003. P. 460.
- Chepalyga A. L. Late Glacial Great Flood in the Ponto-Caspian basin // The Black Sea Flood Question: Changes in coastline, climat and human settlement. Dordrecht, 2006. P. 119—148.
- Chepalyga A. L. Noah’s Flood in the Ponto-Caspian region: theory, influence on the BSMC corridor and a reconstruction of Noah’s voyage // Extended abstracts OGSP 521—481 Joint Meeting and Trip. Gelendzhik; Kerch, 2007. P. 35-36.
- Чепалыга А. Л. Особенности развития внутренних морей в плейстоцене и голоцене. В кн. Атлас-монография: Динамика ланлшафтных компонентов бассейнов Северной Европы за последние 130 000 лет. Часть 2. «Морские бассейны». М.: ГЕОС, 2002.
- Чепалыга А. Л. Позднеледниковое обводнение в Понто-Каспийском бассейне как прототип Всемирного потопа. В книге: Экология антропогена и современности: природа и человек. СПб.: Гуманистика, 2004.
- Чепалыга А. Л. Прототип Всемирного потопа. М.: Знание-сила, 2005. C. 85-91.
- Чепалыга А. Л., Мисюров В. Д. Эпоха Экстремальных Затоплений. В мире науки. № 5. 2006. C. 60-67.

## Членство в организациях
- Комиссия по изучению четвертичного периода.
- Вице-президент подкомиссии по береговым линиям Средиземного и Чёрного морей ИНКВА.
- Член бюро Неогеновой комиссии Межведомственной стратиграфической комиссии.
- Член Национальной рабочей группы по проблеме «Корреляция оледенений в Северном полушарии».
- Академик РАЕН[9].
- Русское географическое общество (с 2002)[10].